# Celia Fiorotto
Celia Fiorotto (Gualeguaychú, 2 de junio de 1992) es una jugadora de baloncesto argentina que juega en la posición de Ala-pívot. Forma parte de la selección femenina de básquetbol de Argentina, con la que participó en la Copa Mundial de Baloncesto Femenino de 2018 y logró las medallas de oro en el campeonato sudamericano 2018 y plata en el sudamericano 2022.

## Biografía
Comenzó la práctica del baloncesto en el club Independiente de su ciudad natal, Gualeguaychu, hasta que en 2008 se unió al club Unión Florida de la provincia de Buenos Aires de la mano del técnico Gregorio Martínez. En este club se desempeñó hasta 2016, para en 2017 sumarse al Deportivo Berazategui como "jugadora franquicia". Con Berazategui conquistó el Súper XII de la Asociación Metropolitana de Básquet Femenino y el título del torneo clausura de la Liga Nacional 2018. En esa competencia marcó el récord de tapas en una final, con tres.
En 2019 pasó a la Asociación Atlética Quimsa de Santiago del Estero nuevamente como "jugadora franquicia". Allí fue subcampeona en el primer torneo de la temporada 2019, tras caer en la final ante su anterior club, el Deportivo Berazategui, para luego tener su revancha y quedarse con el segundo torneo tras eliminar a Berazategui en la semifinal y derrotar a Velez en el partido decisivo. Este partido fue señalado por la jugadora como su "partido inolvidable" al haberse ganado tras tres tiempos suplementarios.
Esa misma temporada, jugando frente a Española de San Vicente logró un récord para la Liga de 53 puntos de valoración, superando la marca anterior de Agostina Burani en el 2019 con 50 de valoración. Las estadísticas de Fiorotto para ese partidos fueron 32 puntos (10/15 en dobles y 12/13 en libres), 14 rebotes, 2 asistencias, 3 recuperos, 3 tapas y 9 faltas recibidas en 34:21 minutos. Para la temporada 2019 promedió 12,1 puntos, 11,5 rebotes y 2,6 asistencias; mientras que en el Apertura 2018 sus promedios fueron de 12,3 puntos, 10,1 rebotes y 2,2 asistencias y 6,7 tantos, 6,1 tableros y 1,6 pases gol en el Clausura de ese mismo año, una mejora frente a los 7,3 puntos, 6,0 rebotes y 0,7 asistencias que consiguió en 2017.
La pandemia de COVID-19 y la consiguiente suspensión de las actividades deportivas en Argentina motivaron su paso al básquet uruguayo para desempeñarse en el Bohemios. Allí fue la goleadora y máxima rebotera del equipo hasta que la pandemia obligó a la suspensión de la Liga. En febrero de 2021 volvió a fichar por Quimsa para disputar la temporada 2021 de la Liga Femenina de Basquetbol, llegando al Final Four del primer torneo, sin llegar a disputar el segundo ya que en julio firmó con el CB Picken Claret de la Liga Femenina 2 de España.
En su primera temporada con el Picken Claret logró el ascenso a la Liga Femenina Challenge, segunda categoría del básquet femenino español. Tras un breve paso por el Club Baloncesto Adareva (también de Liga Challenge) en 2022, retornó ese mismo año al Picken Claret, equipo con el que logró mantener la categoría. Sus estadísticas para la temporada fueron de 8.5 puntos, 7.8 rebotes, 0.8 asistencias, 0.9 recuperaciones, 0.2 tapones, 2.7 faltas recibidas y 11.2 de valoración en promedio a lo largo de 19 partidos, en los que su media fue de 23.48 minutos en cancha. Finalizado el calendario español se sumó a Quimsa para disputar la Liga Sudamericana Femenina de Clubes, donde logró el cuarto puesto. Fue su tercer participación en la competencia continental, tras haber competido en las ediciones de 2019 y 2021, siempre con Quimsa.

## Selección nacional
Integró el seleccionado nacional por primera vez con ocasión del Sudamericano Sub-18 del 2009, para luego disputar el campeonato FIBA Américas Sub-18 de 2010 y el Mundial Sub-19 de 2011. Debutó en la selección mayor en 2014, logrando la medalla de oro en los Juegos Suramericanos de 2014, un tercer puesto en el torneo FIBA Américas de 2015, un subcampeonato en la FIBA AmeriCup de 2017 y un primer y segundo puesto en los campeonatos sudamericanos de 2018 y 2022, respectivamente.

## Palmarés

### Clubes
- Campeona - Súper XII Metropolitano 2017 (con Berazategui)
- Campeona - Torneo clausura Liga Femenina Basquet 2018 (con Berazategui)
- Subcampeona - Torneo apertura Liga Femenina Basquet 2019 (con Quimsa)
- Campeona - Torneo clausura Liga Femenina Basquet 2019 (con Quimsa)

### Selección nacional
- Campeona - Juegos ODESUR 2014
- Tercer puesto - Campeonato FIBA Américas de 2015
- Subcampeona - Campeonato FIBA Américas de 2017
- Campeona - Campeonato sudamericano 2018
- Subcampeona - Campeonato sudamericano 2022